# Thalictrum baicalense
Thalictrum baicalense är en ranunkelväxtart som beskrevs av Porphir Kiril Nicolai Stepanowitsch Turczaninow och Carl Friedrich von Ledebour. Thalictrum baicalense ingår i släktet rutor, och familjen ranunkelväxter. Utöver nominatformen finns också underarten T. b. megalostigma.